# Albert Eckhout

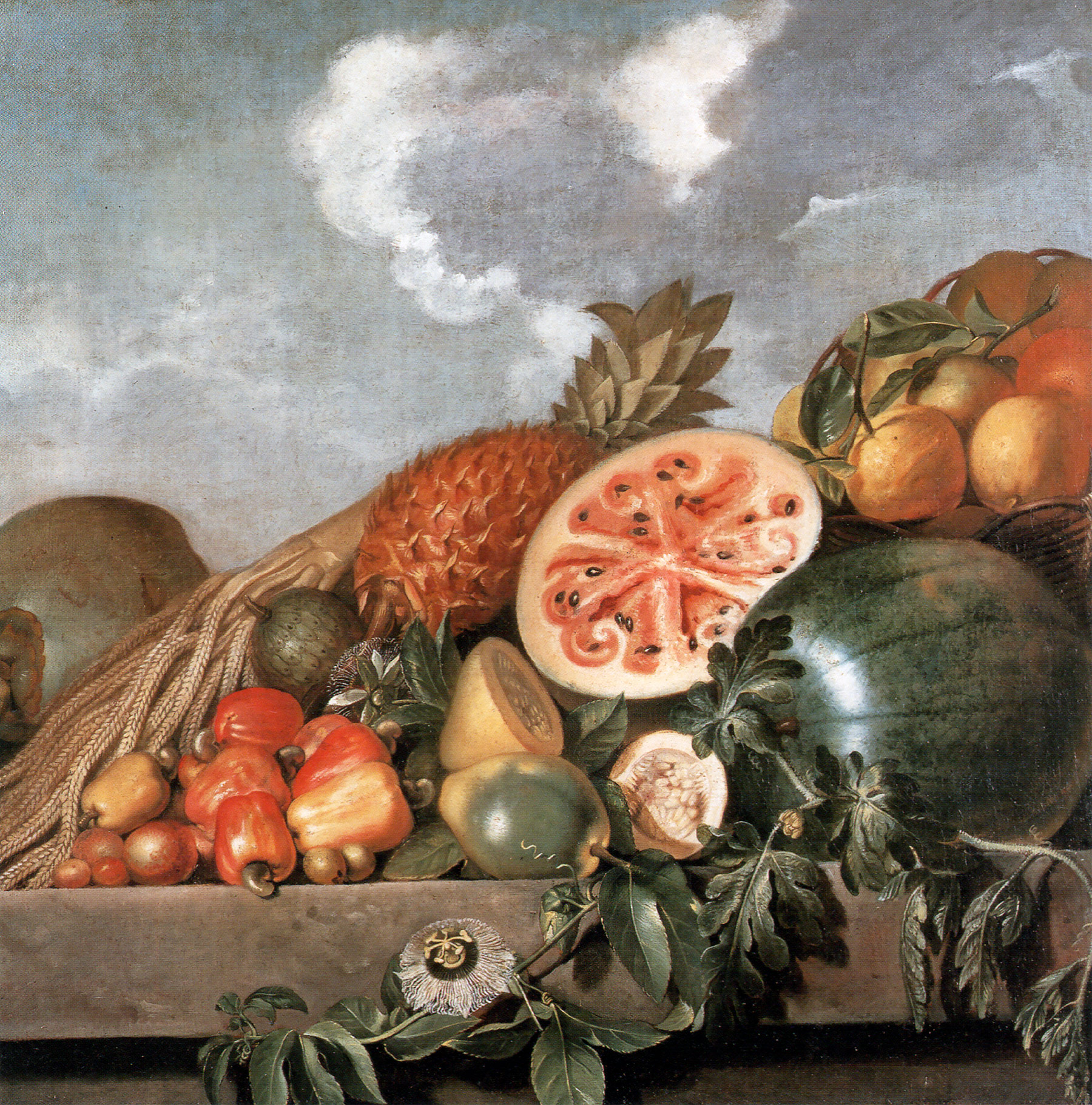
Brasilianische Früchte und Wolken

Albert Eckhout (* um 1607 in Groningen; † Ende 1665 oder Anfang 1666 in Groningen) war ein niederländischer Maler von Porträts und Stillleben. Seine Gemälde stellen eine bedeutsame Dokumentation frühkolonialer brasilianischer Geschichte dar.
Als weitere Namensformen sind Albert (van den/van der) Eyckhout, Albert Eeckhout, Albert Eeckholt, Albert Eyckholt, Albert Eckout, Albert Eckholt, Albert Achout und Albert Ae(e)ckhout belegt.

## Leben und Wirken

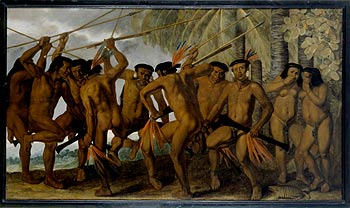
Tarairiu-Tänzer

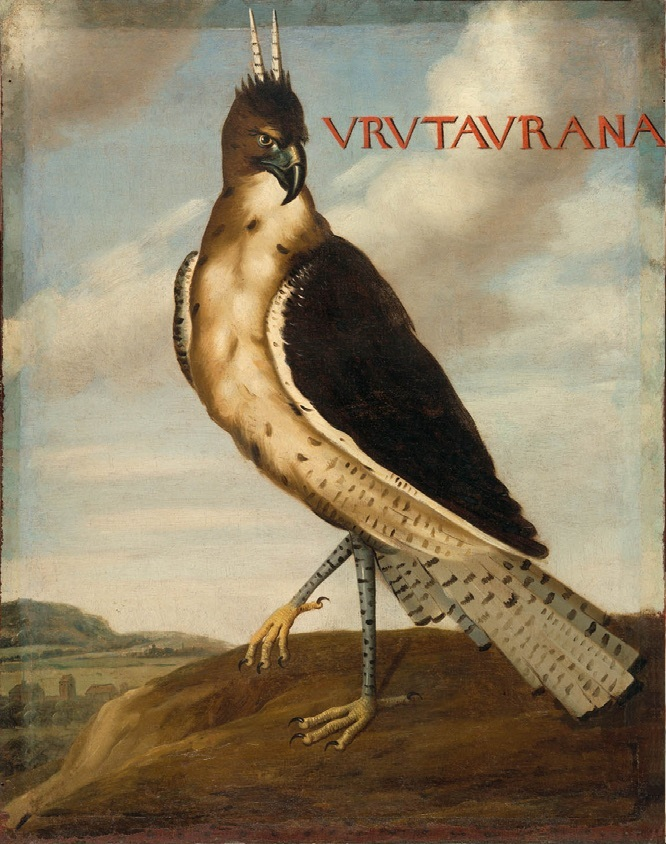
Urutaurana (Spizaetus ornatus), aus der Hoflößnitz

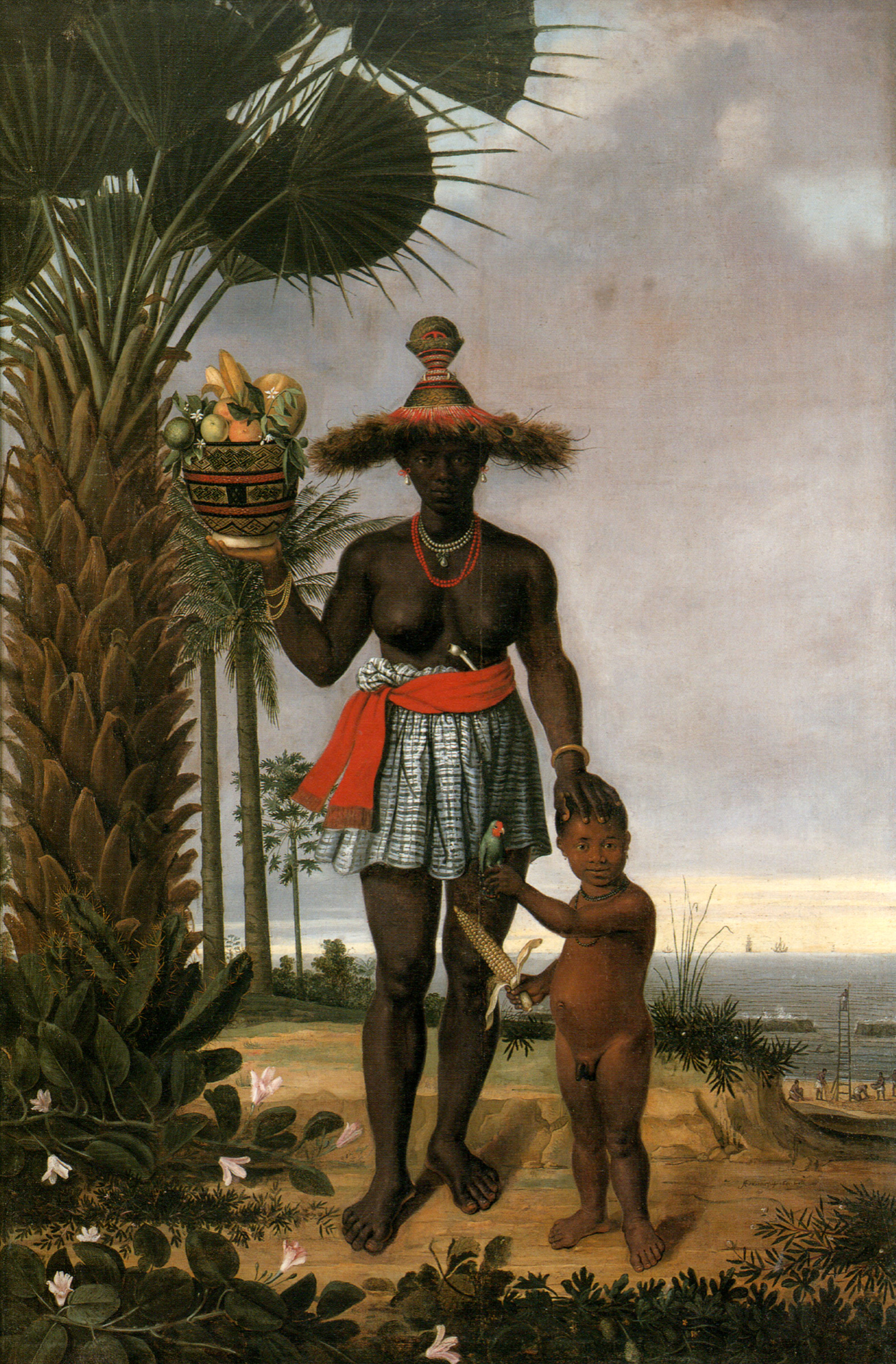
Schwarze Frau mit Kind, 1641.

Über die künstlerische Ausbildung von Albert Eckhout ist nichts bekannt.
Von 1637 bis 1644 nahm Eckhout neben dem Maler Frans Post, dem Historiografen Caspar van Baerle, dem Arzt und Botaniker Willem Piso und dem Kartographen und Astronomen Georg Marggraf an der achtjährigen Brasilien-Expedition unter dem Gouverneur und Oberbefehlshaber Johann Moritz von Nassau-Siegen im Auftrag der Niederländischen Westindien-Kompanie teil, die neben einer Befriedung der Region die naturkundliche Erforschung Brasiliens zur Aufgabe hatte. Eckhouts Augenmerk lag, anders als das von Frans Post, nicht auf den brasilianischen Landschaften, sondern auf den Menschen und deren ethnischer Vielfalt. In den Jahren 1641–1644 porträtierte er Indios, Schwarze und Mulatten in ihrem jeweiligen Umfeld und ermöglichte dadurch erhebliche Einblicke in deren damalige Lebensformen. Daneben malte er Stillleben mit detaillierten Ansichten von tropischen Früchten sowie Pflanzen und Vögeln.
1645 in die Niederlande zurückgekehrt, lebte er einige Jahre in Groningen und Amersfoort. Auf Empfehlung von Johann Moritz wurde er 1653 Hofmaler von Johann Georg II. von Sachsen in Dresden. Es wird angenommen, dass er hier 1653–1659 die Deckengemälde in der Hoflößnitz in Radebeul ausführte, die Bilder sind jedoch unsigniert und undatiert. Sie zeigen achtzig brasilianische Vögel. In dieser Zeit soll er auch zehn Ölgemälde exotischer Personen für das Schloss Pretzsch gemalt haben, die sich seit 1928 im Schloss Schwedt befanden und dort 1945 verbrannten. 1663 kehrte er nach Groningen zurück, wo er 1664 das Stadtrecht erhielt.
Johann Moritz verschenkte zahlreiche Gemälde Eckhouts 1652 an seinen Neffen Friedrich III. von Dänemark und Norwegen. Ein größerer Teil seiner Werke, insgesamt 23 Gemälde, befindet sich daher im Nationalmuseum in Kopenhagen. Hunderte Zeichnungen wurden verschenkt an Friedrich Wilhelm von Brandenburg und kamen an die Preußische Staatsbibliothek (Signatur Libri Picturati A 32–38), nach der Auslagerung im Zweiten Weltkrieg und ihrem Verschwinden wurden sie erst 1977 in der Jagiellonischen Bibliothek in Krakau wiederentdeckt.
1678 oder 1679 schenkte Johann Moritz Ludwig XIV. von Frankreich acht Gemälde, die Eckhout nach seiner Rückkehr in die Niederlande gemalt hatte. Nach diesen wurde 1668 in Den Haag Tapisserien angefertigt, eine zweite Serie von Tapisserien wurde ab 1687 in der Gobelin-Manufaktur angefertigt. Die Gemälde sind nicht mehr erhalten.